# El papel del trabajo en la transformación del mono en hombre
"El papel del trabajo en la transformación del mono en hombre" (en alemán: "Anteil der Arbeit an der Menschwerdung des Affen") es un ensayo inacabado escrito por Friedrich Engels en la primavera de 1876. El ensayo forma el noveno capítulo de Dialéctica de la naturaleza, que propone un paradigma materialista unitario de la historia natural y humana.

## Descripción
Aunque incompleto, el ensayo aclara dos aspectos de la teoría materialista que habían sustentado el pensamiento de Karl Marx y Friedrich Engels desde mediados de la década de 1840. Primero, argumenta que la separación de la humanidad de la naturaleza no es inherente a la condición humana, sino que la humanidad es parte de la naturaleza; además, la agencia humana en la reorganización física de la naturaleza es parte de un largo proceso histórico, mediante el cual el material físico de la naturaleza se incorpora a los sistemas humanos de valor a través del trabajo. Engels usa este marco para sugerir que la humanidad debe trascender los patrones ecológicamente destructivos del capitalismo y progresar hacia un modo de producción que opere en armonía con la naturaleza.
En segundo lugar, el ensayo confronta la cuestión de la cognición y la ontología, sugiriendo que el cerebro humano no es inherentemente distinto de los cerebros de otros mamíferos, sino que las capacidades intelectuales humanas se desarrollaron a través de una relación dialéctica con el cuerpo humano. Específicamente, Engels enfatiza la importancia de los pulgares oponibles y las bocas fonéticamente dinámicas de los humanos, que les permitieron articular formas complejas de lenguaje a lo largo del tiempo. En ese sentido, el ensayo desafió la filosofía predominante del dualismo cartesiano, que trazó una marcada división entre mente y cuerpo.
Tanto Marx como Engels habían aludido a esta noción en escritos anteriores, por ejemplo en su primer trabajo en colaboración, La Sagrada Familia, en el que escribieron: "Cuerpo, ser, substancia, son una sola y misma idea real. No puede separarse el pensamiento de una materia que piensa.” Sin embargo, al describir esta dinámica como una función del proceso histórico de evolución, el ensayo se encuentra entre los documentos más explícitos y completos sobre la ontología de Marx y Engels.

## Resumen
Engels Empieza por declarar que laboral no es sólo la fuente fundamental de riqueza y valor, que representa la “condición básica para toda existencia humana,” en el sentido que la mente humana y el cuerpo han sido producidos por el proceso histórico de laboral. 
Sugiere que “laboral empieza con el haciendo de herramientas,” y por lo tanto el primer momento esencial en esta historia era el desarrollo de bipedalism, el cual liberó los homínidos' manos para devenir más dexterous y capaces de crafting rudimentarios implementa. Por ello  enfatiza que “la mano no es sólo el órgano de laboral, es también el producto de laboral.” Debido a la evolución de la mano, el cuerpo entero benefició.
A medida que la subsistencia fue más allá de la alimentación básica, también lo hicieron los métodos de colaboración y la necesidad de apoyo mutuo de los homínidos. “En resumen”, escribió Engels, “los hombres en formación llegaron a un punto en el que tenían algo que decirse unos a otros… La laringe subdesarrollada del mono se transformó lenta pero seguramente… y los órganos de la boca gradualmente aprendieron a producir un sonido articulado tras otro”. 
Concomitantemente, los homínidos experimentaron un proceso de adaptación que implicó un cambio en sus dietas que les permitió habitar nuevos ambientes. La pesca y la caza con la ayuda de herramientas artesanales fueron una parte esencial de este proceso porque, aunque a menudo requerían mucho tiempo, proporcionaban una rica fuente de proteínas que ayudaba a nutrir sus cuerpos y sus cerebros físicos.
Engels sugiere que los principales desarrollos posteriores que siguieron al desarrollo de la dieta de la carne fueron el control del fuego y la domesticación de animales. Entonces, finalmente, llegan a un punto en el que son capaces de desarrollar las instituciones asociadas a la civilización humana: “A la caza y la ganadería se añadió la agricultura; luego vino el hilado, el tejido, la metalurgia, la alfarería y la navegación. Junto con el comercio y la industria, finalmente aparecieron el arte y la ciencia. Las tribus se convirtieron en naciones y estados”.
Engels afirma que los humanos se han distinguido de los animales por su capacidad para manipular la naturaleza de formas múltiples y dinámicas, en lugar de encajar en un nicho ecológico singular. Señala que "continentes enteros" se han reconfigurado a través de la industria humana, y que incluso las plantas y los animales mismos se han transformado mediante la cría selectiva hasta el punto "que se vuelven irreconocibles".
Sin embargo, advierte contra la conceptualización de la naturaleza como opuesta a la humanidad en cualquier sentido, y escribe: “No nos halaguemos demasiado a causa de nuestras victorias humanas sobre la naturaleza. Por cada una de esas victorias, la naturaleza se venga de nosotros”. Señala la desertificación provocada por la deforestación en Asia Menor y Grecia, y que en muchos lugares de Europa el monocultivo de la patata puede haber provocado la proliferación de la escrófula, así como la Gran Hambruna de Irlanda . “Así, a cada paso, se nos recuerda que de ninguna manera gobernamos sobre la naturaleza como un conquistador sobre un pueblo extranjero, como alguien que está fuera de la naturaleza, sino que nosotros, con carne, sangre y cerebro, pertenecemos a la naturaleza y existimos en medio de ella., y que todo nuestro dominio de ella consiste en que tenemos la ventaja sobre todas las demás criaturas de poder aprender sus leyes y aplicarlas correctamente.”

## Relevancia para el pensamiento marxista
La unidad conceptual de la humanidad y la naturaleza había sido un tema central en el pensamiento de Marx y Engels desde las primeras etapas de sus carreras, y prevalecía especialmente en sus discursos sobre el ser genérico (gattungswesen). Por ejemplo, en los Manuscritos económicos y filosóficos de 1844, Marx había escrito: “Que el hombre vive de la naturaleza quiere decir que la naturaleza es su cuerpo, con el cual ha de mantenerse en proceso continuo para no morir. Que la vida física y espiritual del hombre esta ligada con la naturaleza no tiene otro sentido que el de que la naturaleza está ligada consigo misma, pues el hombre es una parte de la naturaleza”.
Sin embargo, antes de la publicación de El origen de las especies de Charles Darwin en 1859, Marx y Engels todavía carecían de una base biológica para su teoría del materialismo dialéctico. Escribiendo en los Grundrisse en 1858 o poco antes, Marx aludió a la necesidad de una conceptualización coherente de la relación de la humanidad con la tierra: “No es la unidad de la humanidad viva y activa con las condiciones inorgánicas naturales de su intercambio metabólico con la naturaleza, y de ahí su apropiación de la naturaleza, que requiere explicación o es el resultado de un proceso histórico, sino la separación entre estas condiciones inorgánicas de la existencia humana y esta existencia activa, separación que sólo se pone por completo en la relación entre el trabajo asalariado y el capital.” 
En su intento de proporcionar tal explicación, Engels da a entender que fue el pensamiento complejo engendrado por el trabajo manual y el lenguaje verbal lo que estimuló el desarrollo de nuestro cerebro. En un sentido biológico, los humanos no son fundamentalmente diferentes de otros mamíferos, en el sentido de que la mayoría de los mamíferos son solo físicamente, y no cognitivamente, incapaces de hablar: “El perro y el caballo, por asociación con el hombre, han desarrollado un oído tan bueno para articular habla que aprenden fácilmente a comprender cualquier idioma dentro de su rango de concepto. Además han adquirido la capacidad de sentimientos como el afecto por el hombre, la gratitud, etc., que antes les eran ajenos. Cualquiera que haya tenido mucho que ver con este tipo de animales difícilmente podrá escapar de la convicción de que en muchos casos ahora sienten su incapacidad para hablar como un defecto, aunque, lamentablemente, es uno que ya no se puede remediar porque sus órganos vocales están demasiado especializados en una dirección definida”. Continúa sugiriendo que los loros pueden, hasta cierto punto, comprender el lenguaje humano, una hipótesis que ha sido corroborada por estudios científicos.
Helio Gallardo defendió el texto de Engels ante de acusaciones de lamarckismo que inspiraron lysenkismo de la Unión Soviética, el cual "no posee como antecedente intelectual la crítica del darwinismo social o del malthusianismo por parte de Engels y Marx, o su ‘lamarckismo’, y que su explicación debe buscarse más bien al interior de la ideologización del marxismo original bajo la forma de un marxismo-leninismo".
El proceso de desarrollo cognitivo descrito por Engels se conoce hoy como coevolución gen-cultura o teoría de la herencia dual, y es ampliamente aceptado entre los biólogos. Stephen Jay Gould ha argumentado que esta es la única teoría científicamente sólida de la evolución del cerebro humano y afirmó que el ensayo de Engels presentó "el mejor caso del siglo XIX para la coevolución entre genes y culturas".